# Сперанский, Николай Иванович (певец)
Николай Иванович Сперанский (1877—1952) — артист оперы (бас), певец, дирижёр и вокальный педагог. Заслуженный артист Республики (1927). Заслуженный деятель искусств РСФСР (1946).
Обладал высоким басом красивого тембра и широкого диапазона, ярким актёрским дарованием. Репертуар певца насчитывал 101 партию.
Отец певицы и вокального педагога — Ирины Сперанской.

## Биография
Родился 18 (30) июля 1877 года в Тамбове в семье земского врача.
По окончании Саратовской гимназии и Музыкального училища по классу фортепиано — в 1895—1899 годах обучался на юридическом факультете Московского университета.
Одновременно брал уроки игры на фортепиано у С. В. Рахманинова и теории музыки у Г. Конюса. В 1896—1901 годах обучался пению у нескольких педагогов: Ф. П. Андриевского, М. В. Зотовой, И. В. Тартакова, К. Эверарди.
В 1901—1904 годах — солист (и член правления Товарищества) Московской частной русской оперы С. Мамонтова, в 1904—1905 годах — Тифлисской оперы, в 1905—1916 — московской Оперы С. Зимина. В 1902 году принимал участие в концертах кружка любителей русской музыки (ему аккомпанировали Ц. Кюи, Н. Римский-Корсаков и С. Рахманинов).
Гастролировал в Петербурге (1907), Нижнем Новгороде (март 1907), Екатеринославе, Ростове-на-Дону, Одессе, Киеве, Ташкенте, Ярославле, Кисловодске. В 1906—1914 годах выступал в спектаклях с М. Баттистини, у которого несколько лет брал уроки пения. Своё сценическое мастерство совершенствовал под руководством Г. Федотовой.
В 1916—1920 и в 1941—1942 годах Сперанский преподавал в Саратовской консерватории (с 1918 года — профессор). В 1920—1924 годах заведовал вокальным отделением и оперным классом Ростовской консерватории (здесь организовал экспериментальную оперную студию). Затем преподавал в Бакинской консерватории, в Московской консерватории, в Ереванской консерватории и Музыкальном училище. В 1944—1951 годах — заведующий вокальной кафедрой ГМПИ им. Гнесиных. Среди его учеников были Михаил Павлович Рыба и Бюльбюль.
Умер 5 марта 1952 года в Москве.

## Награды и звания
- Заслуженный артист Республики (1927).
- Заслуженный деятель искусств РСФСР (28.12.1946).
- Орден Трудового Красного Знамени (28.12.1946)

## Интересные факты
- Николай Сперанский принимал участие в создании Саратовской консерватории — первого в российской провинции высшего музыкального учебного заведения, открытого в 1912 году (на базе музыкального училища, основанного в 1895 году) — вслед за Санкт-Петербургской и Московской консерваториями по решению III Государственной Думы.[1]